# Micro Focus
A Micro Focus International plc é uma transnacional inglesa com sede em Newbury, Reino Unido, que produz o software Micro Focus Visual COBOL e serviços relacionados a tecnologia da informação. A empresa está listada na Bolsa de Valores de Londres, sendo uma das constituintes do índex FTSE 100.
Em 7 de Setembro de 2016, foi anunciado a fusão entre a Hewlett Packard Enterprise e a Micro Focus, onde a Micro Focus iria adquirir ativos da Hewlett Packard Enteprise, enquanto que os acionistas da mesma teriam controle de 50.1 porcento da nova companhia, que continua listada no FTSE 100.